# William Cavendish, 4:e hertig av Devonshire
William Cavendish, 4:e hertig av Devonshire, född omkring 1720, död 2 oktober 1764 i Spa, Belgien, var en brittisk statsman.

## Biografi
William Cavendish var son till William Cavendish, 3:e hertig av Devonshire och bror till John Cavendish. 
William Cavendish, 4:e hertig av Devonshire blev 1755 Irlands lordlöjtnant, där han gjorde sig mycket populär, och kallades i november 1756 till premiärminister med den just då oumbärlige Pitt som krigsminister, eftersom denne, som till följd av whig-lordernas motstånd inte själv kunde bli ministärens chef, vägrade att tjäna under hertigen av Newcastle. Redan i maj 1757 försonade sig Pitt med Newcastle, för vilken Cavendish då lämnade plats.

## Familj
William Cavendish gifte sig i London 1748 med lady Charlotte Elizabeth Boyle (1731–1754).

### Barn
- William Cavendish, 5:e hertig av Devonshire (1748–1811); gift 1:o 1774 med lady Georgiana Spencer (1757–1806); gift 2:o 1809 med lady Elizabeth Hervey (död 1824)
- Lady Dorothy Cavendish (1750–1794); gift 1766 med William Henry Cavendish-Bentinck, 3:e hertig av Portland (1738–1809)
- Lord Richard Cavendish (död 1781)
- George Cavendish, 1:e earl av Burlington (1754–1834); gift 1782 med lady Elizabeth Compton (1760–1835)